# Hexatoma dorothea
Hexatoma dorothea là một loài ruồi trong họ Limoniidae. Chúng phân bố ở miền Tân bắc.